# Elsa Wallenberg
Elsa Wallenberg, född Lilliehöök den 26 januari 1877 i Viby, Örebro län, död 17 oktober 1951 i Engelbrekts församling, Stockholm, var en svensk tennisspelare.

## Biografi
Elsa Wallenberg var Sveriges bästa kvinnliga lawntennisspelare 1897–1898 och 1907–1909. I Kronprinsens Lawn tennisklubbs, sedermera KLTK:s, första internationella tävling på inomhusbana 1898 utgick hon som segrare i damernas singel liksom även i mixed dubbel tillsammans med kronprinsen, sedermera kung Gustaf V. År 1908 vann hon internationella svenska mästerskapet i singel och 1907 det skandinaviska. Vid olympiska spelen 1908 i London inomhus segrade hon över den skickliga engelskan Mildred Coles men blev senare slagen av slutsegraren Gwendoline Eastlake Smith med 6-4, 6-4, i en mycket uppmärksammad match. Wallenberg slutade på fjärde plats, efter bronsmedaljören, svenskan Märtha Adlerstråhle.
Elsa Wallenberg var av god internationell klass särskilt på inomhusbanor och är en av våra främsta kvinnliga tennisspelare genom tiderna.
Hennes spel var enligt samtida expertis "enastående vackert och mycket effektivt".
Vid sidan av tennissporten ägnade Elsa Wallenberg stort intresse åt den kvinnliga fäktningen och var under en period ordförande i Stockholms kvinnliga fäktklubb från bildandet 1905 till upplösningen 1938.

### Familj
Elsa Wallenberg var dotter till generalmajoren Johan Lilliehöök och Gerda Virginia Wijk född i släkten Wijk samt dotterdotter till Olof Wijk den äldre, grundare av den Wijkska familjedynastin vars handelsrörelse och skogsegendomar i Norrland kom att göra familjen till en av de rikaste i Sverige. År 1900 ingick hon äktenskap med envoyén Axel Wallenberg, tillika ordförande i Svenska Tennisförbundet. Axel Wallenberg var också aktiv inom skogs- och kraftindustrin i Norrland och stor aktieägare i Arbrå kraftverk och Kopparfors.
Elsa Wallenberg fick i äktenskapet med Axel Wallenberg tre barn: dansören och teaterchefen Gustav Wally, direktör Bertil Wallenberg och Ingegerd, gift med förvaltningsaktiebolaget Ratos grundare Ragnar Söderberg.